# Journal of Molecular Structure
Journal of Molecular Structure (abrégé en J. Mol. Struct.) est une revue scientifique à comité de lecture. Ce bimensuel publie des articles de recherches originales concernant les structures moléculaires en chimie.
D'après le Journal Citation Reports, le facteur d'impact de ce journal était de 1,602 en 2014. Actuellement, les directeurs de publication sont R. Fausto (Université de Coimbra, Portugal) et J. Laane (Texas A&M University, États-Unis).